# آر.وی بلژیکا

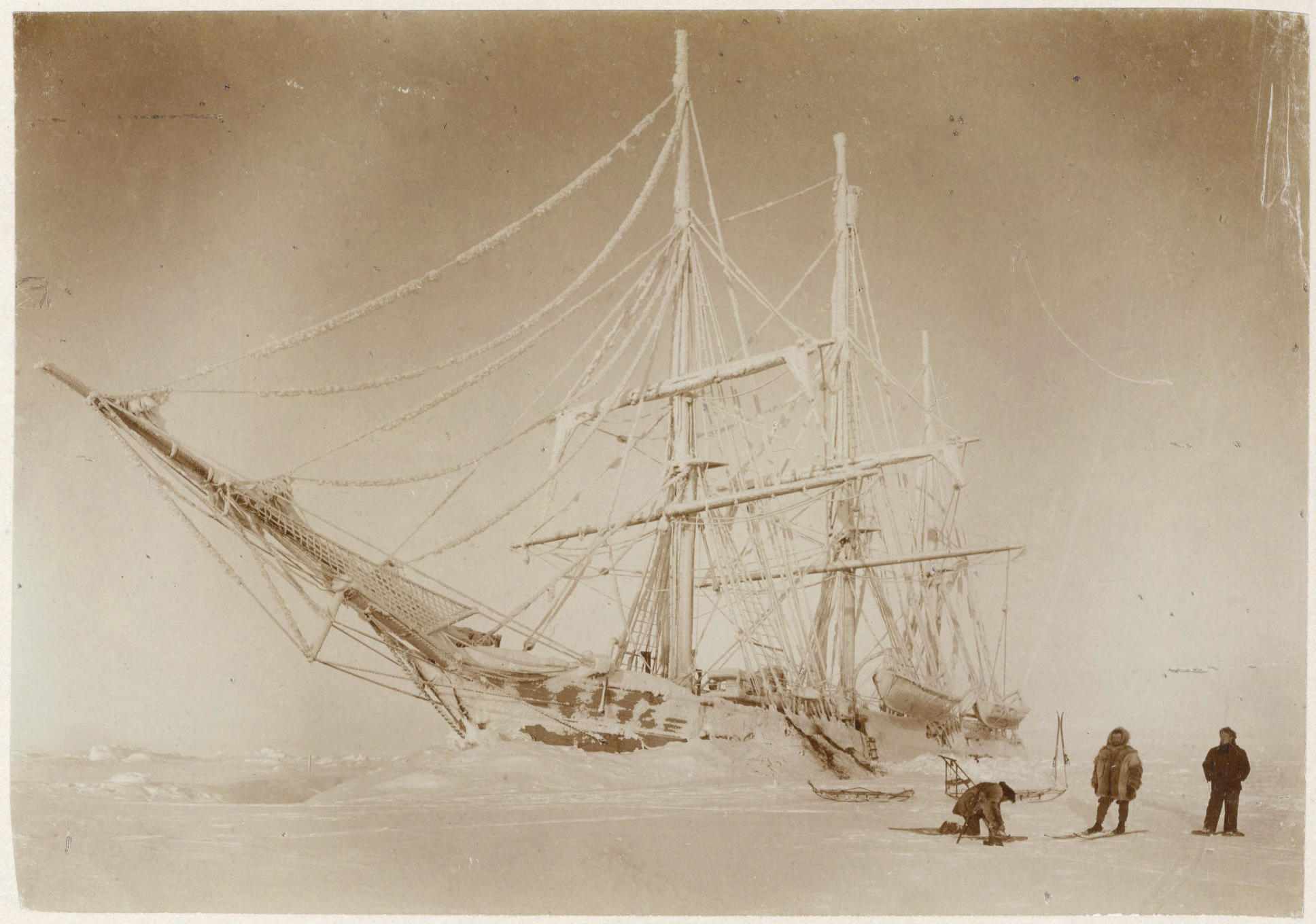
آر.وی بلژیکا در سال ۱۸۹۸ (گیر افتاده در یخ)

آر. وی بلژیکا (انگلیسی: RV Belgica) یک کرجی بود که در سال ۱۸۸۴ توسط کریستین برینچ یورگنسن در سولویک نروژ و با هدف شکار نهنگ ساخته شد. در سال ۱۸۹۶، آدرین دی گرلاش برای تبدیل آن به یک کشتی تحقیقاتی، آن را خریداری و تغییر کاربری داد.